# SN 2000ce
SN 2000ce – supernowa typu Ia odkryta 1 maja 2000 roku w galaktyce UGC 4195. Jej maksymalna jasność wynosiła 17,24m.